# Oglesby (Teksas)
Oglesby je grad u američkoj saveznoj državi Teksas. Prema popisu stanovništva iz 2010. u njemu je živjelo 484 stanovnika.